# Vida Jerman

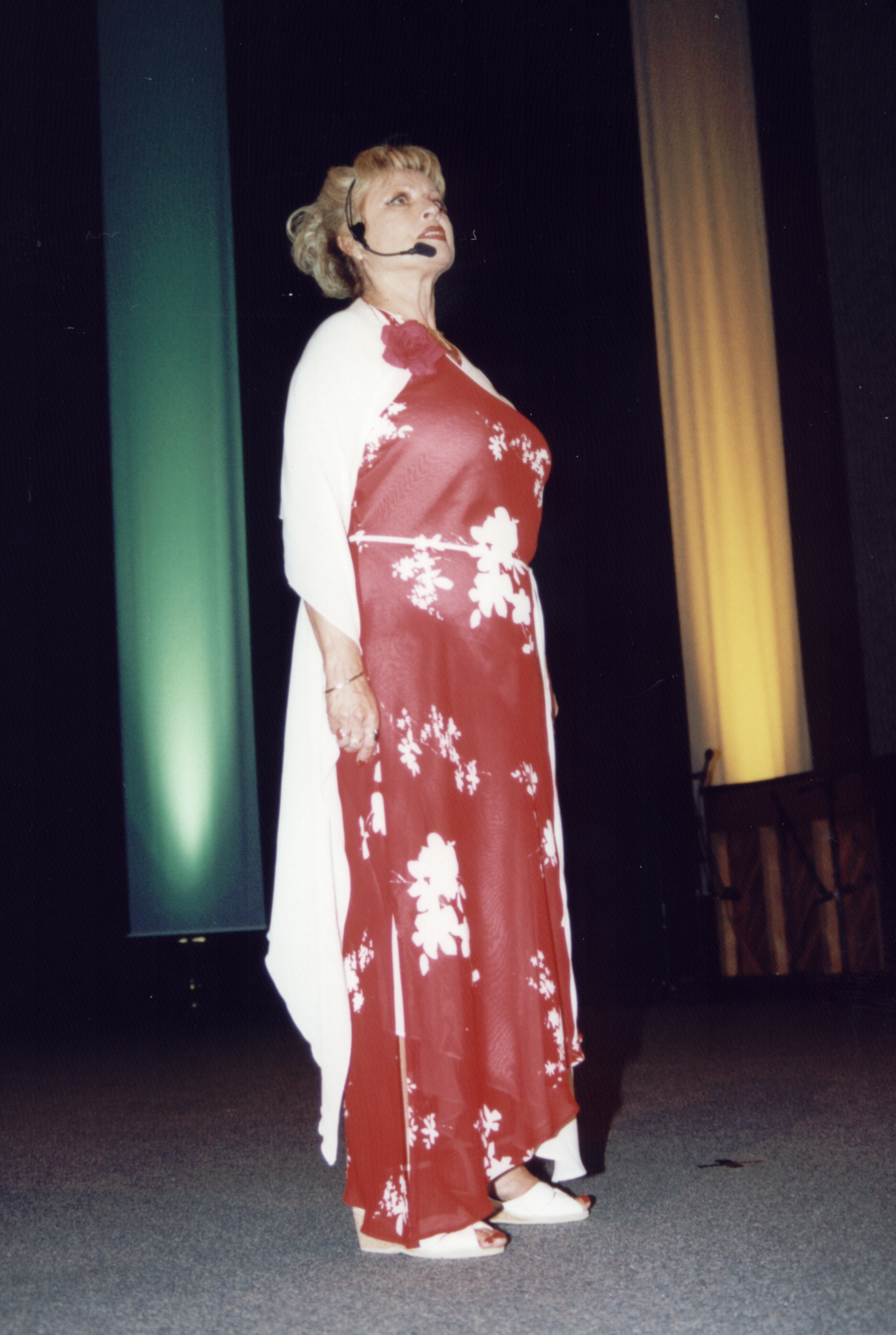
Vida Jerman (2003)

Vida Jerman (* 28. Mai 1939 in Zagreb; † 10. Dezember 2011 ebenda) war eine kroatische Schauspielerin.

## Leben
Jerman absolvierte ein Schauspielstudium an der Akademie der Feinen Künste, studierte aber auch Englisch, Französisch und Italienisch. Sie trat in zahlreichen Bühnenproduktionen auf und spielte in etlichen Filmen auch internationaler Produktionen eine große Bandbreite unterschiedlicher Rollen. Seit den späten 1980er Jahren war sie in zahlreichen Fernsehgastrollen zu sehen.
1997 war Jerman Mitbegründerin der Zagreber Theatergruppe Ponto, der sie auch als künstlerische Leiterin vorstand. Daneben gehörte sie Jahrzehnte lang der Universala Esperanto-Asocio an und spielte seit 1973 in Esperanto-Stücken.
Jerman wurde 1997 für ihre Verdienste um die Repräsentation kroatischer Kultur mit dem Orden ihres Heimatlandes ausgezeichnet.

## Filmografie (Auswahl)
- 1968: Winnetou und Shatterhand im Tal der Toten
- 1982: Sophies Entscheidung (Sophie's Choice)
- 1986: Abendglocken (Vecernja zvona)